# Mistrovství Evropy v ledolezení 2021
Mistrovství Evropy v ledolezení 2021 (anglicky UIAA Ice Climbing European Championships) proběhlo 22.-24. ledna 2021 ve francouzském Champagny-en-Vanoise v ledolezení na obtížnost a rychlost v zimní sezóně 2020/2021, původně jako jeden ze závodů Tour Des Alpes, další dva závody byly ale zrušené.

## Průběh závodů
Závody proběhly samostatně mimo SP či EP, další dva závody Tour Des Alpes byly zrušené. Oproti jiným ročníkům byla účast poloviční. Lezení na obtížnost ovládli francouzští bratři, zbytek medailí získali ruští závodníci a jednu Švýcarka Sina Goetz, Ruska Marija Tolokoninová zvítězila v obou disciplínách.

### Češi na ME
Aneta Loužecká se umístila na 6. a 4. místě.

### Výsledky mužů a žen
| obtížnost           | obtížnost               | rychlost             | rychlost               |
| ------------------- | ----------------------- | -------------------- | ---------------------- |
| muži                | ženy                    | muži                 | ženy                   |
| 1. Louna Ladevant   | 1. Marija Tolokoninová  | 1. Danila Bikulov    | 1. Marija Tolokoninová |
| 2. Nikolaj Kuzovlev | 2. Sina Goetz           | 2. Anton Nemov       | 2. Irina Dubovcevová   |
| 3. Tristan Ladevant | 3. Jekatěrina Vlasovová | 3. Vladislav Iurlov  | 3. Valerija Bogdanová  |
|                     |                         |                      |                        |
| 4. Nikolay Primerov | 4. Enni Bertling        | 4. Pavel Shubin      | 4. Aneta Loužecká      |
| 5. Ivan Loshchenko  | 5. Marion Thomas        | 5. Vadim Malshchukov | 5. Vivien Labarile     |
| 6. Virgile Devin    | 6. Aneta Loužecká       | 6. Nikolaj Kuzovlev  | 6. Enni Bertling       |
| 7. Nathan Clair     | 7. Irina Dubovcevová    | 7. Nikita Glazyrin   | 7. Juliette Bergman    |
| 8. Ilia Kurochkin   | 8. Vivien Labarile      | 8. Ilia Kurochkin    | —                      |
| 9. Anton Nemov      | 9. Valerija Bogdanová   | 9. Egor Zinovyev     | —                      |
| 10. Artem Bazegskii | 10. Celina Bosshard     | 10. Ivan Loshchenko  | —                      |
| 8 finalistů         | 8 finalistek            | 16 finalistů         | 7 finalistek           |
| —                   | —                       | —                    | —                      |
| 23 mužů             | 12 žen                  | 16 mužů              | 7 žen                  |